# Pantera Negra (revista)
Pantera Negra fue una revista juvenil publicada por la valenciana Editorial Maga entre 1964 y 1965 y dirigida por Miguel Quesada. Contó con 65 ejemplares ordinarios amen de dos extraordinarios de vacaciones y de Navidad en 1965.

## Trayectoria editorial
En 1964, ante el declive del cuaderno de aventuras, Maga aceptó la propuesta de Miguel Quesada de publicar revistas juveniles al modo europeo ("Spirou", "Tintín" o "Eagle"). Lanzó así "Flecha Roja" y "Pantera Negra", cuyos respectivos primeros números aparecieron conjuntamente, al precio de uno solo. Cada ejemplar, incluía además cuatro cromos impresos en la contraportada.
Aparte de las historietas del personaje homónimo, incluía series de procedencia diversa:
| Aparición | Números | Título                 | Autoría                      | Tipo       |
| --------- | ------- | ---------------------- | ---------------------------- | ---------- |
| 1964      | 1       | Pantera Negra          | Miguel Roselló García Quirós |            |
|           |         | Lord Tempest           | Italiana                     |            |
|           |         | Llama de Plata         | Paul Cuvelier                |            |
|           |         | Oumpah-pah             | Goscinny/Uderzo              |            |
|           | 8 a 17  | El León de Florencia   | Miguel Quesada               | Suplemento |
|           | 20 a 31 | Nobleza Salvaje        | Pérez Fajardo                | Suplemento |
| 1965      | 46 a 65 | Marco Polo             | Luis Bermejo, Matías Alonso  | Suplemento |
|           |         | Piel de Lobo           | Manuel Gago                  |            |
| 1966      |         | La Tierra y el Espacio | José Lanzón                  |            |

En 1966, Maga decidió fusionarla con "Flecha Roja", además de incorporar el color en la mitad de sus páginas, con la intención de aumentar sus ventas, sólo para cerrarla un año después, con 95 números publicados, y centrarse en la producción de álbumes de cromos.